# Til Bersiner
Til Bersiner (* 17. April 2001 in Magdeburg) ist ein deutscher Sänger, Komponist und Songwriter.

## Leben
Til Bersiner wuchs in Magdeburg auf. Im Winter 2019 produzierte er das Lied „Theaterkiste Magdeburg“, welches am 9. Oktober 2020 als Single herauskam und am 11. Dezember 2020 auf dem Album „Allein“ erschien. Dieser Song wird seither als Einlasslied verwendet. Am 28. Oktober 2022 erschien das Album „Rote Fäden“, vorab ausgekoppelt wurde am 3. Dezember 2021 „Und Jetzt“, am 13. Mai 2022 „Brotlos“ und am 9. September 2022 „Du und Ich“. Produziert wurden diese Songs zusammen mit Santo A. Boese. Zuletzt erschienen die Singles „Himmelblau“ (28. April 2023), „Fernweh“ (12. Januar 2024) und "Noch einmal" (21. März 2025), auch diese wurde zusammen mit Santo A. Boese produziert.

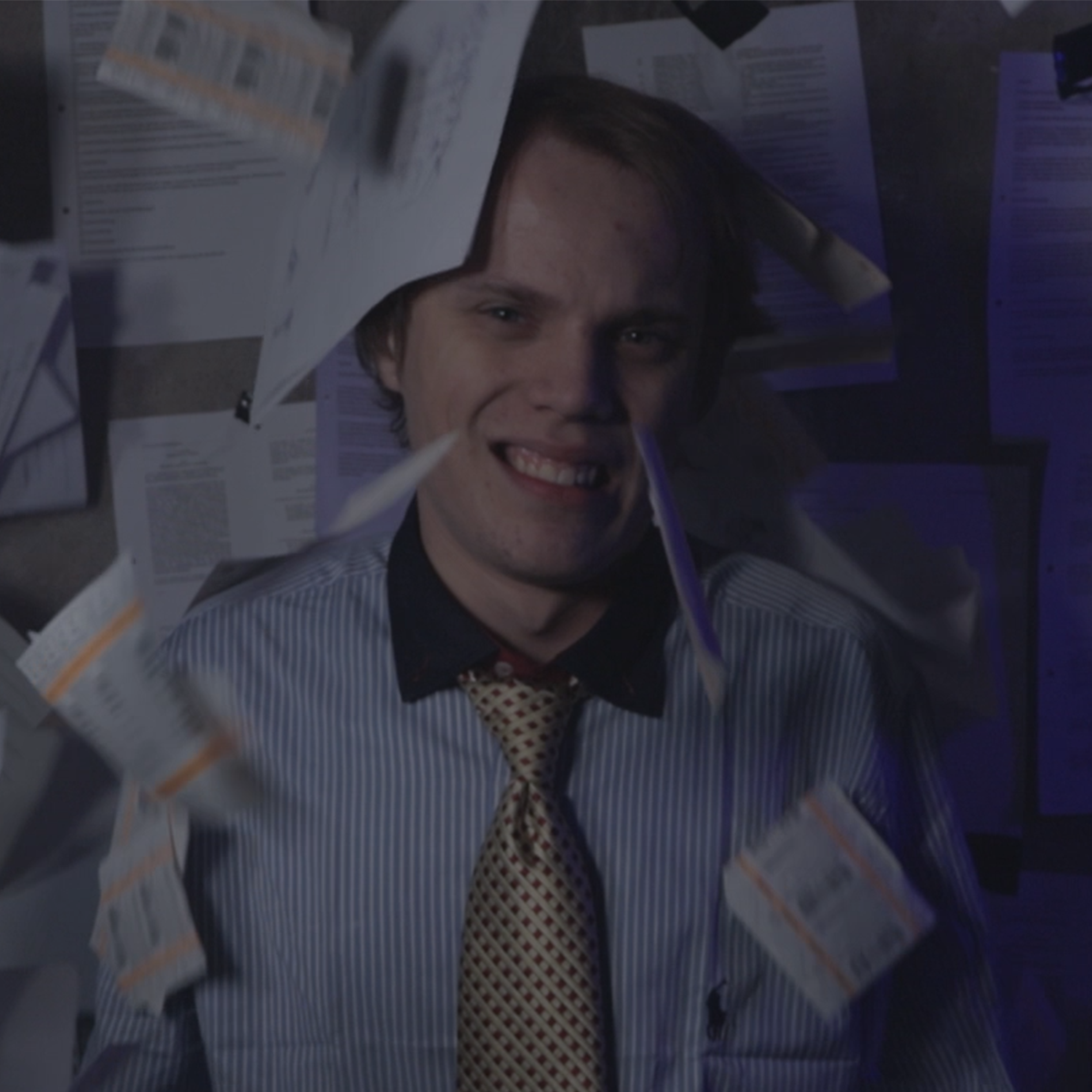
Til Bersiner (2022)

## Diskografie
(Quelle: )

### Alben
- 2020: Allein
- 2022: Rote Fäden

### Singles
- 2020: Theaterkiste Magdeburg
- 2021: Und jetzt
- 2022: Brotlos
- 2022: Du und Ich
- 2023: Himmelblau
- 2024: Fernweh
- 2025: Noch einmal